# 沙勒拉蒙塔涅
沙勒拉蒙塔涅（法語：Challes-la-Montagne，法語發音：[ʃal la mɔ̃taɲ]）是法国东部安省的一个市镇，属于楠蒂阿区。

## 地理
沙勒拉蒙塔涅（46°7'30"N, 5°27'52"E）面积7.65 平方千米，位于法国奥弗涅-罗讷-阿尔卑斯大区安省，该省份为法国东部省份，北起汝拉省，西北接索恩-卢瓦尔省，西接罗讷省和里昂大都会，南至伊泽尔省，东与萨瓦省、上萨瓦省和瑞士接壤。
与沙勒拉蒙塔涅接壤的市镇（或旧市镇、城区）包括：塞涅、莱萨尔、蓬桑、圣阿尔邦、安河畔塞里耶尔。

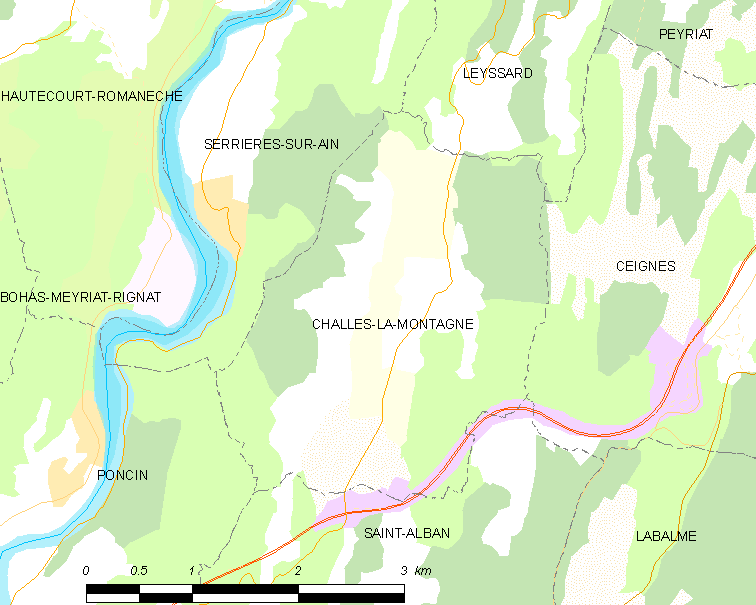
沙勒拉蒙塔涅的OSM定位图

沙勒拉蒙塔涅的时区为UTC+01:00、UTC+02:00（夏令时）。

## 行政
沙勒拉蒙塔涅的邮政编码为01450，INSEE市镇编码为01077。

## 政治
沙勒拉蒙塔涅所属的省级选区为蓬丹县。

## 人口

1962-2008年间沙勒拉蒙塔涅人口变化图示

沙勒拉蒙塔涅于2022年1月1日时的人口数量为185人。